# Іванівка (Мелітопольський район)
Іва́нівка — село в Україні, у Нововасилівській селищній громаді Мелітопольського району Запорізької області. Населення становить 96 осіб.

## Географія
Село Іванівка розташоване за 181 км від обласного центру, 59 км від районного центру та за 3 км від сусіднього села Воскресенка.

## Історія
Село засноване 1860 року. З 1935 року перебувало в складі Приазовського району.
12 червня 2020 року, відповідно до розпорядження Кабінету Міністрів України № 713-р «Про визначення адміністративних центрів та затвердження територій територіальних громад Запорізької області», Воскресенська сільська рада об'єднана з Нововасилівською селищною громадою.
17 липня 2020 року, в результаті адміністративно-територіальної реформи та ліквідації Приазовського району, село увійшло до складу новоутвореного Мелітопольського району.